# 1990年ソビエト連邦大統領選挙
1990年ソビエト連邦大統領選挙（1990ねんソビエトれんぽうだいとうりょうせんきょ、ロシア語: Президентские выборы в CCCP 1990 год）は、1990年3月14日にソビエト連邦で行われた大統領選挙である。

## 概要
ソビエト連邦では、1985年に共産党書記長となったミハイル・ゴルバチョフが提唱したペレストロイカによって、経済・社会を中心とした改革が行われてきたが、やがて、ソビエト連邦共産党による一党独裁体制そのものへと範囲を広げることになる。
まず、1989年には国民の直接選挙によって人民代議員の選挙が実施された。その結果誕生した人民代議員大会と常設の立法機関となった最高会議は共産党の影響力を脱することに成功するが、1977年に制定された憲法では、共産党による一党独裁体制を保障する第6条が残されていた。
しかし、1990年3月に召集された第3回ソビエト連邦人民代議員大会では、第6条の全面改正（による一党独裁体制の放棄と複数政党制への移行）を盛り込んだ憲法改正法案が採択され、それまでの最高会議議長に代わる国家元首として新設された大統領を選出することが決まった。
なお、憲法改正法では直接選挙で大統領を選出することになっていたが、初代大統領に限って、人民代議員大会による間接選挙で選出されることになった。

## 選挙活動
1990年3月14日、憲法改正法が人民代議員大会で採択され、即日発効した。それを受けて、初代大統領を選出する選挙への立候補者推薦手続きが行われた。
憲法改正法の発効を受けて開催された共産党中央委員会総会では、以下の3名を候補者として推薦することを決定した。
- ミハイル・ゴルバチョフ - 共産党書記長・最高会議議長
- ニコライ・ルイシコフ - 閣僚会議議長（首相）
- ワジム・バカーチン - 内務大臣

このうち、ルイシコフ首相とバカーチン内相が立候補辞退を申し出たため、最終的に候補者として残ったゴルバチョフ最高会議議長への事実上の信任投票の様相を呈した。

### 候補者
| ソビエト連邦共産党        |
| ミハイル・ゴルバチョフ    |
|                           |
| 最高会議議長 共産党書記長 |
| ロシア連邦共和国          |

### 立候補辞退

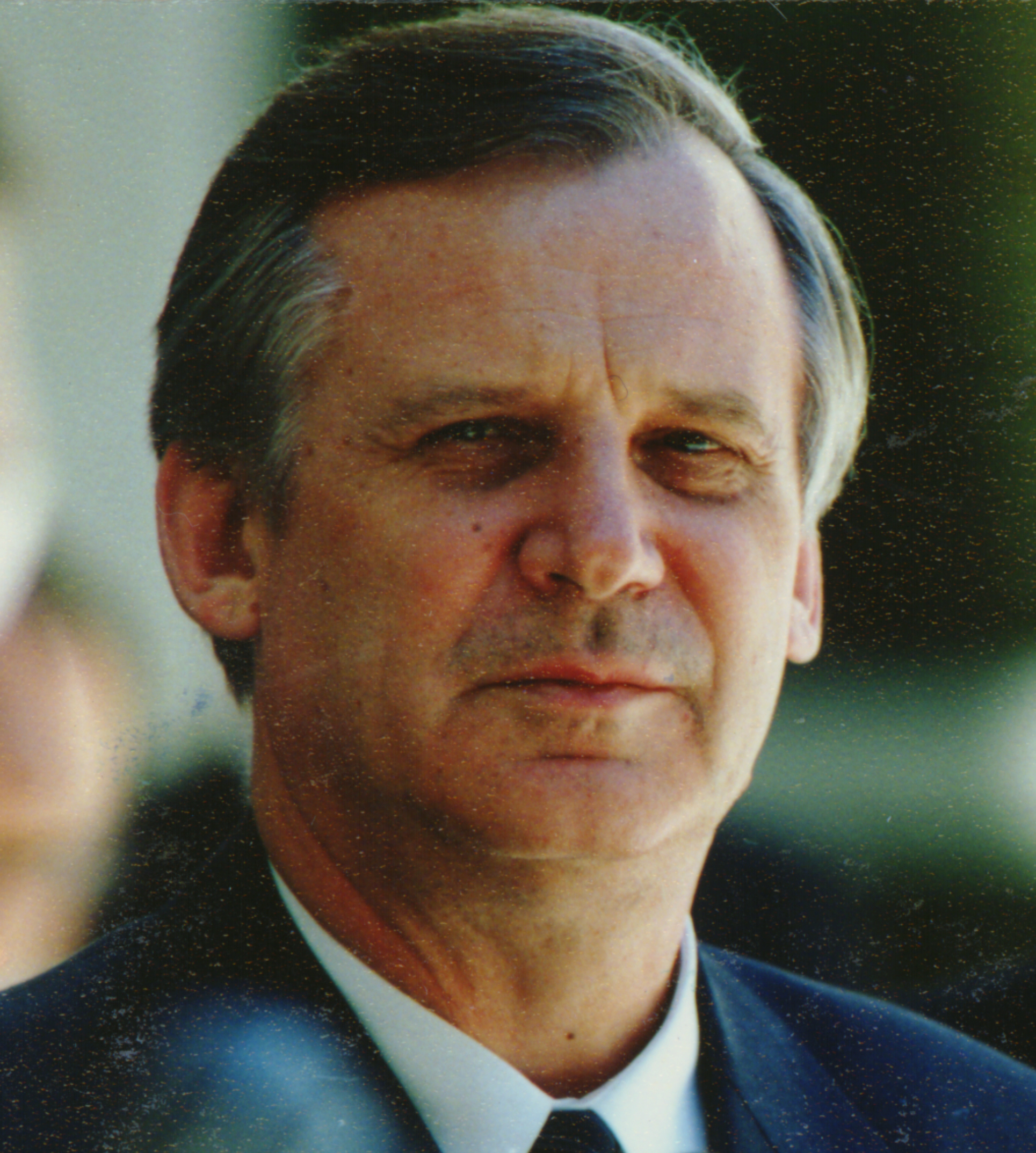
閣僚会議議長 ニコライ・ルイシコフ
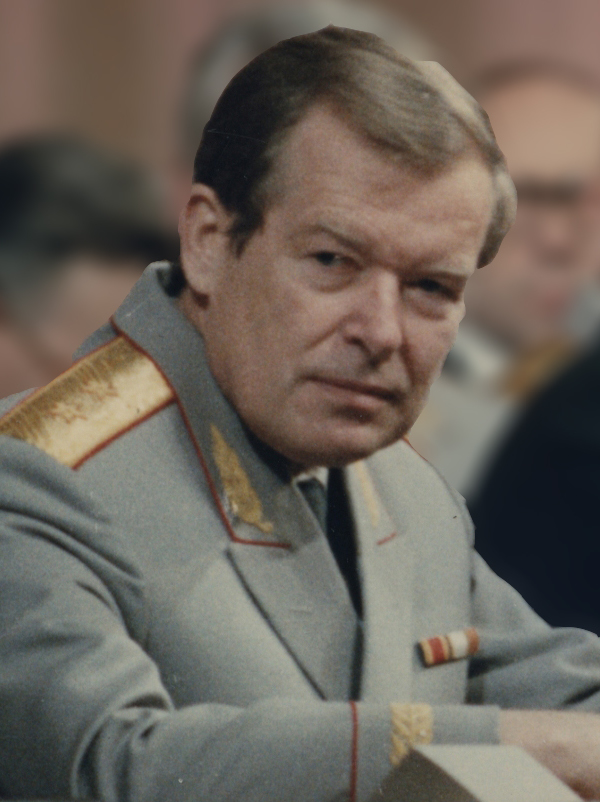
内務大臣 ワジム・バカーチン

## 選挙結果
推薦手続きの終了を受けて投票が行われ、3月15日午前に結果が発表された。
人民代議員は定数2250人だが、代議員の死去などで第3回人民代議員大会が開催された当時は2245人となっていた。このうち、投票用紙を受け取って投票した2000人の人民代議員のうち、実際に投票したのは1878人。欠席は245人、棄権は122人である。
結果はゴルバチョフが投票用紙を受け取って投票した2000人の人民代議員のうち、59.2%にあたる1329人の支持を獲得し、大統領に選出された。

### 候補者別得票結果
|                    |                        |                    |        |        |
| 候補者             | 候補者                 | 所属政党           | 得票数 | 得票率 |
|                    | ミハイル・ゴルバチョフ | ソビエト連邦共産党 | 1,329  | 72.86% |
|                    | 候補者に反対           | 候補者に反対       | 495    | 27.14% |
| 総計               | 総計                   | 総計               | 1,824  | 100.0% |
| 有効票数（有効率） | 有効票数（有効率）     | 有効票数（有効率） | 1,824  | 97.12% |
| 無効票数（無効率） | 無効票数（無効率）     | 無効票数（無効率） | 54     | 2.88%  |
| 投票総数（投票率） | 投票総数（投票率）     | 投票総数（投票率） | 1,878  | 83.65% |
| 棄権者数（棄権率） | 棄権者数（棄権率）     | 棄権者数（棄権率） | 245    | 10,91% |
| 欠席者数（欠席率） | 欠席者数（欠席率）     | 欠席者数（欠席率） | 122    | 5.43%  |
| 代議員数           | 代議員数               | 代議員数           | 2,245  | 100.0% |
| 出典: BBC          |                        |                    |        |        |

## 選挙後
結果が発表されたのを受けて、ゴルバチョフは大統領就任宣誓と就任演説を行った。